# Стоун, Джордж (баскетболист)
Джордж Э. Стоун (англ. George E. Stone; 9 февраля 1946 года, Марри, штат Кентукки, США — 30 декабря 1993 года, Колумбус, штат Огайо, США) — американский профессиональный баскетболист, который выступал в Американской баскетбольной ассоциации, отыграв четыре неполных из девяти сезонов её существования. Чемпион АБА в сезоне 1970/1971 годов в составе команды «Юта Старз».

## Ранние годы
Джордж Стоун родился 9 февраля 1946 года в городке Марри (штат Кентукки), а затем перебрался в город Ковингтон (штат Кентукки), где посещал среднюю школу имени Уильяма Гранта, в которой выступал за местную баскетбольную команду.